# Wyznania Konstancji Mozart

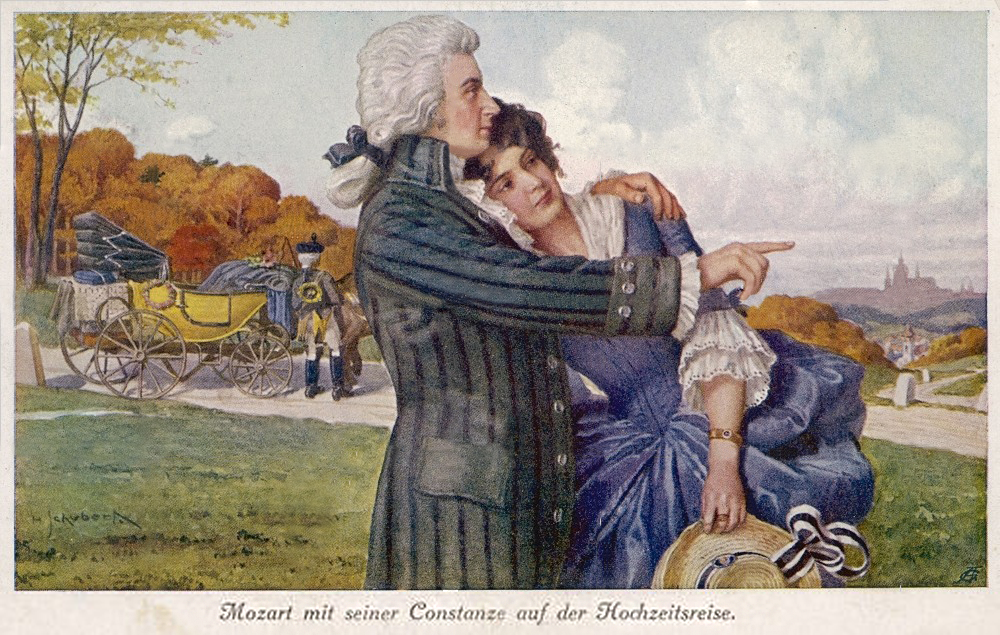
Wolfgang i Konstancja Mozartowie

„Wyznania Konstancji Mozart” (fr. Les Confessions de Constanze Mozart) – fabularyzowana biografia Wolfganga Amadeusa Mozarta autorstwa Isabelle Duquesnoy.

## O powieści
Książka ma dedykację: Dla Justyny..., na początku umieszczone są dwa cytaty:

Zawsze byłem jednym z największych admiratorów Mozarta, I pozostanę nim do ostatniego tchnienia.

oraz

Prawda jest w swej esencji prosta, znajduje się w Naturze i nie należy powierzać jej nikomu poza zaufanymi osobami.

Powieść obejmuje swoim zasięgiem lata od początku znajomości Wolfganga i Konstancji, to jest od roku 1781, aż do roku 1791, kiedy to 5 grudnia zmarł kompozytor, a 6 grudnia odbył się jego pogrzeb. Autorka, jako muzykolog, opiera się przede wszystkim na bogatej spuściżnie Mozarta, obejmującej zarówno jego korespondencję, zwłaszcza z ojcem, jak również same kompozycje oraz świadectwa współczesnych, choćby Lorenzo Da Pontego, autora libretta do takich oper jak Wesele Figara, Don Giovanni i Così fan tutte (KV 588). Zawiera ponadto wykaz dzieł Mozarta oparty na Katalogu Köchla oraz polski przekład łacińskiego tekstu mszy żałobnej w obrządku trydenckim – Requiem. Narratorem jest sama Konstancja, jest to bowiem rodzaj pamiętnika. Książka pisana jest językiem prostym, czasem naiwnym, czasem zaś zahaczającym o naturalizm. Fikcja literacka, na którą niekiedy pozwala sobie autorka, ma charakter silnie związany z epoką i nawet, gdy nie potwierdzają tego żadne dokumenty związane z samym Wolfgangiem Amadeuszem, to jest to rekonstrukcja oparta na innych naukowych źródłach z tamtej epoki.

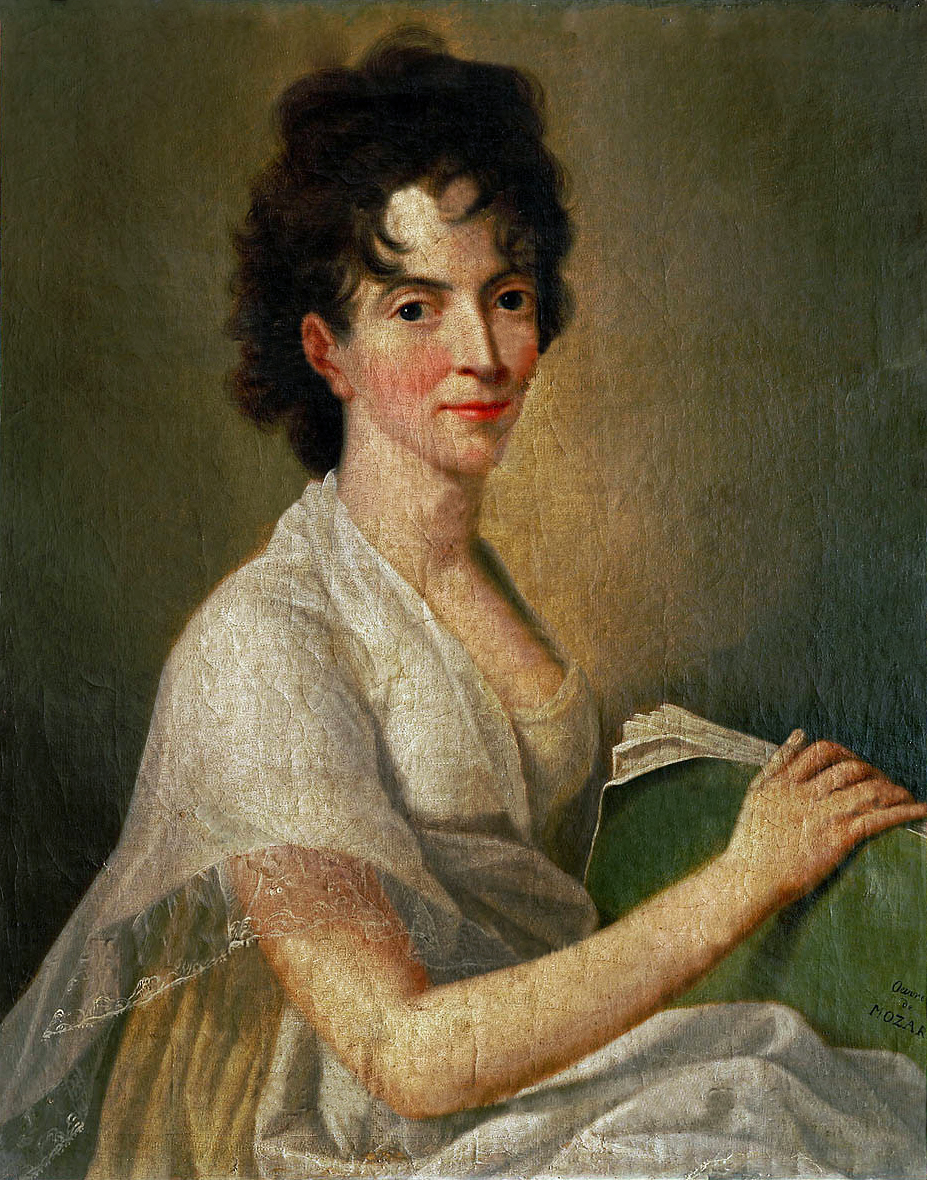
Konstancja Mozart. Malował Hans Hansen

Kontynuacją książki są Wyznania Konstancji Mozart 1791–1842, których autorką jest także Isabelle Duquesnoy. Opisują one wydarzenia po śmierci Mozarta, przede wszystkim starania Konstancji o zachowanie wszelkich dokumentów i pamiątek związanych z kompozytorem, działania związane z prawami autorskimi i inne. Drugi mąż Konstancji – Georg Nicolaus Nissen, napisał pierwszą biografię Mozarta.

## Z przedmowy  Geneviève Geffray
Również Geneviève Geffray, kustosz Międzynarodowej Fundacji Mozarteum z Salzburga, rodzinnego miasta Mozarta, w przedmowie datowanej na kwiecień 2003 roku docenia wszystkie walory powieści oraz przede wszystkim wskazuje na swój sceptycyzm związany z samym pomysłem Duquesnoy. Pani kustosz wskazuje też i na to, że autorka mając ogromną wiedzę z tego zakresu, proponuje czytelnikowi spojrzenie na Mozarta z nieco innego punktu niż tradycyjne jego biografie. Według niej dogłębna znajomość epoki pozwala kreślić autorce niezwykle trafny obraz tamtych dni. Konstancja Mozart ukazana w powieści jest dla Geffray bohaterką romantyczną, która tylko niewiele wyprzedziła epokę.